# جیم بلامی
جیم بلامی (انگلیسی: Jim Bellamy؛ ۱۱ سپتامبر ۱۸۸۱ – ۳۰ مارس ۱۹۶۹) یک بازیکن فوتبال اهل بریتانیا بود.